# آرامگاه خرمی
بقعه خرمی مربوط به سده‌های میانه دوران‌های تاریخی پس از اسلام است و در شهرستان خرم بید، بخش مرکزی، دهستان خرمی، ۱۰۰ متری جنوب شرقی امامزاده شهداء واقع شده و این اثر در تاریخ ۷ اسفند ۱۳۸۶ با شمارهٔ ثبت ۲۱۴۴۷ به‌عنوان یکی از آثار ملی ایران به ثبت رسیده است.